# Torreornis inexpectata
Torreornis inexpectata е вид птица от семейство Овесаркови (Emberizidae), единствен представител на род Torreornis. Видът е застрашен от изчезване.

## Разпространение
Видът е разпространен в Куба.